# Кам'янська сільська рада (Василівський район)
| Кам'янська сільська рада — колишній орган місцевого самоврядування у Василівському районі Запорізької області з адміністративним центром у с. Кам'янське. Сільській раді були підпорядковані населені пункти: - с. Кам'янське - с. Плавні |

## Склад ради
Рада складалася з 16 депутатів та голови.

## Керівний склад сільської ради
| ПІБ                           | Основні відомості                                                         | Дата обрання | Дата звільнення |
| ----------------------------- | ------------------------------------------------------------------------- | ------------ | --------------- |
| Скориця В'ячеслав Миколайович | Сільський голова, 1965 року народження, освіта, безпартійний              | 26.03.2006   | 31.10.2010      |
| Скориця В'ячеслав Миколайович | Сільський голова, 1965 року народження, освіта вища, член Партії регіонів | 31.10.2010   |                 |

Примітка: таблиця складена за даними джерела